# MAK16
MAK16‏ (MAK16 homolog) هوَ بروتين يُشَفر بواسطة جين MAK16 في الإنسان.